# Un bienfait dangereux
Pour plus de détails, voir Fiche technique et Distribution.
Un bienfait dangereux (Kind Lady) est un film américain réalisé par George B. Seitz, sorti en 1935.

## Synopsis
La riche et charitable Mary Herries est trompée par l'artiste en herbe Henry Abbott pour le laisser rester avec sa femme malade Ada dans sa demeure seigneuriale. Lorsqu'il invite des amis, M. et Mme Edwards à lui rendre visite, ils dépassent également les usages de l'hospitalité. Les jours se transforment en semaines, ce qui rend Mary et la femme de ménage Rose de plus en plus impatientes que tout le monde parte.
Il s'avère qu'il s'agit d'un complot orchestré par le soyeux et sinistre Abbott pour voler tout ce que Mary possède. Il se fait passer pour un parent éloigné et comme son majordome et sa femme de chambre, retenant Mary et Rose captives dans leurs chambres. Les étrangers apprennent que Mary est partie en vacances en Amérique et ne reviendra pas avant longtemps. L'intrigue s'épaissit alors que Rose est tuée et Les soupçons du neveu de Mary, Peter Santard, sont confirmés lorsqu'aucune trace de Mary demandant un passeport ne peut être trouvée. 
La police arrive juste à temps pour la sauver et placer Abbott en état d'arrestation.

## Fiche technique
- Titre original : Kind Lady
- Titre français : Un bienfait dangereux
- Réalisation : George B. Seitz
- Scénario : Bernard Schubert d'après la pièce d'Edward Chodorov
- Photographie : George J. Folsey
- Musique : Edward Ward
- Pays d'origine : États-Unis
- Genre : drame
- Date de sortie : 1935

## Distribution
- Aline MacMahon : Mary Herries
- Basil Rathbone : Henry Abbott
- Mary Carlisle : Phyllis
- Frank Albertson : Peter Santard
- Dudley Digges : Mr Edwards
- Doris Lloyd : Lucy Weston
- Nola Luxford : Rose
- Murray Kinnell : Docteur
- Eily Malyon : Mme Edwards
- Donald Meek : Mr Foster
- Frank Reicher : Gustave Roubet